# Scalp Level, Pennsylvania
Scalp Level là một thị trấn thuộc quận Cambria, tiểu bang Pennsylvania, Hoa Kỳ. Năm 2010, dân số của thị trấn này là 778 người.